# Menshikovita
La menshikovita és un mineral de la classe dels sulfurs. Anomenat en honor de Yuriy Pavlovich Men'shikov (nascut el 1934) un mineralogista rus de l'Institut Geològic del Centre de Ciències de Kola, Apatity, Rússia. Un sinònim d'aquest nom és el codi IMA1993-057.

## Característiques
La menshikovita és un element químic de fórmula química Pd₃Ni₂As₃. Cristal·litza en el sistema hexagonal. La seva duresa a l'escala de Mohs és 5. És un mineral anisotròpic que presenta colors d'interferència grisos i marrons.
Segons la classificació de Nickel-Strunz, la menshikovita pertany a 2.AC.20c: Aliatges de metal·loides amb PGE» juntament amb els següents minerals: atheneïta, vincentita, arsenopal·ladinita, mertieïta-II, stillwaterita, isomertieïta, mertieïta-I, miessiïta, estibiopal·ladinita, Palarstanur, majakita, pal·ladoarsenur, pal·ladobismutarsenur, pal·ladodimita, rodarsenur, naldrettita, polkanovita, genkinita, ungavaïta, polarita, borishanskiïta, froodita i iridarsenita.

## Formació i jaciments
La seva localitat tipus es troba al dipòsit de Fe-Ti-V de Chineyskoye, al Districte Federal de l'Extrem Orient, Rússia. En aquesta localitat tipus es troba associada a altres elements del grup del platí.